# Eta Andromedae
Eta Andromedae (η And / η Andromedae) è un sistema stellare situata nella costellazione di Andromeda. Si tratta di una binaria spettroscopica composta da due stelle giganti gialle di magnitudine complessiva +4,4. Dista 243 anni luce dal sistema solare.

## Osservazione
Si tratta di una stella situata nell'emisfero celeste boreale; grazie alla sua posizione non fortemente boreale, può essere osservata dalla gran parte delle regioni della Terra, sebbene gli osservatori dell'emisfero nord siano più avvantaggiati. Nei pressi del circolo polare artico appare circumpolare, mentre resta sempre invisibile solo in prossimità dell'Antartide. La sua magnitudine pari a 4,4 fa sì che possa essere scorta solo con un cielo sufficientemente libero dagli effetti dell'inquinamento luminoso.
Il periodo migliore per la sua osservazione nel cielo serale ricade nei mesi compresi fra settembre e febbraio; da entrambi gli emisferi il periodo di visibilità rimane indicativamente lo stesso, grazie alla posizione della stella non lontana dall'equatore celeste.

## Caratteristiche fisiche
Eta Andromedae è una binaria spettroscopica composta da due stelle giganti gialle che orbitano una attorno all'altra in un periodo di 115,7 giorni. La principale ha un raggio superiore ai 10 RS, mentre la secondaria è 8,5 volte più grande del Sole. Le loro masse sono 2,4 e 2,27 quelle solari, con una luminosità rispettivamente di 65 e 40 volte superiore.
La magnitudine assoluta complessiva è di 0,04 e la velocità radiale negativa indica che la stella si sta avvicinando al sistema solare.